# KFZ-Anzeiger
Der KFZ-Anzeiger ist eine Fachzeitschrift für die Themen Nutzfahrzeuge, Transportwesen und Logistik in Europa.

## Hintergrund
Zwischen 1948 und 2022 war das Unternehmen Stünings Medien aus Krefeld für die Publikation verantwortlich. Mit Stand Januar 2023 liegt die Verantwortung bei Maenken Kommunikation.
Das Redaktionsprogramm legt die Schwerpunkte auf Fahrzeugtechnik (Lastkraftwagen, Kleintransporter, Sattelauflieger und Zubehör) mit Testberichten und Artikeln zur Logistikbranche sowie Verkehrs- und Verbandspolitik. In Journalen beleuchtet die Fachzeitschrift Themenbereiche wie Kühltransporte, Tankfahrzeuge, Fahrkomfort, Fahrzeugbau oder Kommunal- und Entsorgungsfahrzeuge.

## Zielgruppe
Das Fachmagazin richtet sich an Speditionen, Transportdienstleister, Industrie- und Handelsunternehmen mit eigenem Fuhrpark, Kurierdienste sowie an den Nutzfahrzeughandel und Werkstätten.

## Auflage
Anfang der 1980er hatte das Magazin eine verbreitete Auflage von über 30.000 Exemplaren mit einer verkauften Auflage von über 18.00 Exemplaren.
Bei der (bis Stand Januar 2023) letzten Quartalsmeldung 1/2020 lag die Druckauflage bei 27.500 Exemplaren und die im Abonnement verkaufte Auflage bei etwas über 3600 Exemplaren. Zusätzlich gingen gut 50 Hefte in den „sonstigen Verkauf“.